# Hidracija
Hidracija je povezava med molekulami vode in molekulami (ali ioni) bolj ali manj polarnih nesaturiranih topljencev, običajno alkenov ali alkinov. Hidracija je posledica polarnosti molekul vode.
V kemični industrijise med drugim uporablja za proizvodnjo etanola, izopropanola in butan-2-ola.